# Pseuderanthemum tomentellum
Pseuderanthemum tomentellum är en akantusväxtart som beskrevs av Cornelis Eliza Bertus Bremekamp. Pseuderanthemum tomentellum ingår i släktet Pseuderanthemum och familjen akantusväxter. Inga underarter finns listade i Catalogue of Life.